# Siemens Open 2010
Il Siemens Open 2010 è un torneo professionistico di tennis maschile giocato sulla terra rossa, che faceva parte dell'ATP Challenger Tour 2010. Si è giocato a Scheveningen nei Paesi Bassi dal 5 all'11 luglio 2010.

## Partecipanti

### Teste di serie
| Nazionalità | Giocatore       | Ranking* | Testa di serie |
| ----------- | --------------- | -------- | -------------- |
| Uruguay     | Pablo Cuevas    | 56       | 1              |
| Australia   | Peter Luczak    | 83       | 2              |
| Austria     | Daniel Köllerer | 110      | 3              |
| Spagna      | Óscar Hernández | 125      | 4              |
| Germania    | Tobias Kamke    | 126      | 5              |
| Belgio      | Steve Darcis    | 132      | 6              |
| Kazakistan  | Jurij Ščukin    | 147      | 7              |
| Brasile     | Júlio Silva     | 169      | 8              |

- Ranking al 21 giugno 2010.

### Altri partecipanti
Giocatori che hanno ricevuto una wild card:
- Justin Eleveld
- Stephan Fransen
- Jannick Lupescu
- Thomas Schoorel

Giocatori passati dalle qualificazioni:
- André Ghem
- Rameez Junaid (Lucky Loser)
- Morgan Phillips (Lucky Loser)
- Nicolas Renavand
- Jasper Smit
- Jan-Lennard Struff

## Campioni

### Singolare
Denis Gremelmayr ha battuto in finale  Thomas Schoorel con il punteggio di 7–5, 6–4

### Doppio
Franco Ferreiro /  Harsh Mankad hanno battuto in finale  Rameez Junaid /  Philipp Marx con il punteggio di 6–4, 3–6, [10–7]